# سامکشا
سامکشا (به انگلیسی: Sameksha) (زاده ۸ اکتبر ۱۹۸۵) بازیگر هندی است.
از کارهای معروف او می‌توان به بازی در فیلم‌های رعشه اشاره کرد.